# L'Invention du monde (film)
Pour plus de détails, voir Fiche technique et Distribution.
L'Invention du monde est un documentaire français réalisé par Michel Zimbacca et Jean-Louis Bédouin et sorti en 1952.

## Synopsis
Du grand nord canadien à la savane africaine, du Mexique aux îles du Pacifique, partout l'homme forge des images, statues, objets divers au moyen desquels il acquiert des forces, raconte son histoire, se relie à ses ancêtres et exprime toutes les natures qui sont en lui : totems haidas, figurines hopi, masques dans toutes leurs variations, sculptures mayas... Homme et femme, parfois animal ou oiseau, l'humain agit sur le monde et s'inscrit dans les transformations permanentes du cosmos.

## Fiche technique
- Titre original : L'Invention du monde
- Réalisation : Michel Zimbacca et Jean-Louis Bédouin
- Scénario : Benjamin Péret
- Musique : département d'ethnologie musicale du musée de l'Homme
- Société(s) de production : L'Âge du cinéma
- Pays de production :  France
- Langue originale : français
- Format : noir et blanc
- Genre : documentaire
- Durée : 26 minutes
- Date de sortie :
  - France : 1952

## Distribution
- Roger Blin, Dominique Chautemps, Thérèse Eliot, Gaston Modot, Doudou Ndiaye, Mario Nicolas, Douta Seck, François Valorbe, Jacques Winsberg[1] : voix

## Production
Au début des années 1950, Michel Zimbacca et Jean-Louis Bédouin sont deux jeunes membres du groupe surréaliste, le premier cinéaste, le second écrivain et historiographe du mouvement. En se lançant dans le projet du film, ils cherchent à s'adresser à la « conscience poétique » du spectateur et à montrer qu'une vie mythique commune unit profondément les hommes.

## Accueil
L'Invention du monde est projeté pour la première fois en 1952 à la Cinémathèque française, remportant un grand succès auprès du groupe surréaliste qui a contribué à sa réalisation. Le film sort ensuite en salles.
Malgré cet accueil positif, le film est ensuite tombé dans l'oubli, peut-être parce qu'il véhicule une fascination pour les peuples « primitifs » qui apparaît dépassée, en particulier par rapport à un film tel que Les statues meurent aussi d'Alain Resnais et Chris Marker, qui adopte un point de vue beaucoup plus explicitement anti-colonialiste.